# Scymnus doriae
Scymnus doriae – gatunek chrząszcza z rodziny biedronkowatych. Zamieszkuje palearktyczną Eurazję od Europy Zachodniej po Syberię i w Mongolię. Bytuje na trawach i roślinach zielnych.

## Taksonomia
Gatunek ten opisany został po raz pierwszy w 1924 roku przez Felice Caprę.

## Morfologia
Chrząszcz o podługowato-owalnym ciele długości od 2 do 3 mm, około 1,6 raza dłuższym niż szerokim. Głowa u samca jest jasna. Przedplecze jest ciemne z żółtoczerwonymi brzegami przednim i bocznymi. Pokrywy mają ciemne tło, a na nim po dwie jasne plamki, rzadziej po jednej plamce, która to nie jest umiejscowiona w tyle pokryw. Odnóża środkowej i tylnej pary mają zakrzywione golenie. Przedpiersie ma na wyrostku międzybiodrowym dwa żeberka. Na pierwszym z widocznych sternitów odwłoka (pierwszym wentrycie) występują niepełne linie udowe, niedochodzące zewnętrznymi końcami do jego krawędzi przedniej. U samca piąty z widocznych sternitów odwłoka ma silnie wykrojoną krawędź wierzchołkową. Genitalia samca mają wodziciel prącia wąski, nieposzerzony u podstawy, trzykrotnie dłuższy niż szeroki oraz 1,4 raza dłuższy niż paramery. Wierzchołek wodziciela jest wyprostowany, niezakrzywiony ku dołowi.

## Ekologia i występowanie
Owad stenotopowy. Zasiedla górskie stepy i ciepłe, nasłonecznione łąki. Bytuje na trawach i pokrzywach. Zarówno larwy jak i owady dorosłe są drapieżnikami żerującymi na mszycach (afidofagia).
Gatunek palearktyczny. W Europie znany jest z Francji, Niemiec, Austrii, Włoch, Polski, Węgier, Rumunii, Bułgarii, Chorwacji, Czarnogóry, Ukrainy oraz europejskiej części Rosji. Poza tym występuje na Kaukazie, w Kazachstanie, na Syberii i w Mongolii. W Polsce stwierdzony został tylko na dwóch stanowiskach, położonych na Wyżynie Lubelskiej i Nizinie Południowowielkopolskiej.